# Peckia chrysostoma
Peckia chrysostoma är en tvåvingeart som först beskrevs av Christian Rudolph Wilhelm Wiedemann 1830.  Peckia chrysostoma ingår i släktet Peckia och familjen köttflugor. Inga underarter finns listade i Catalogue of Life.